# Solarpunk

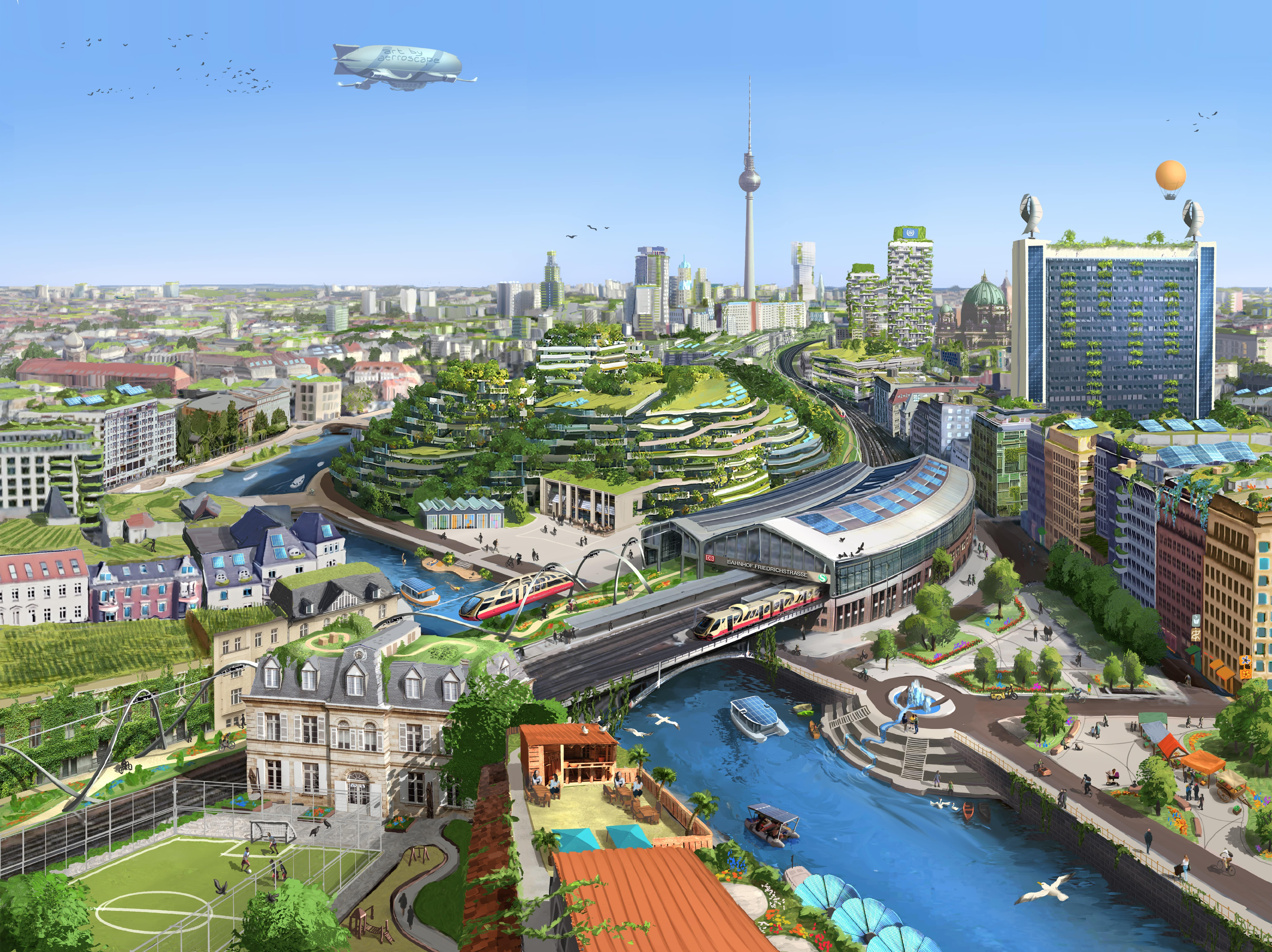
Exemplo de de cidade futurista e sustentável que segue o movimento Solarpunk com muita energia solar, árvores e vegetação, aeronaves, ruas transitáveis, água potável e etc

Solarpunk é um movimento artístico que contempla as possibilidades de futuro da humanidade, caso os grandes desafios contemporâneos sejam resolvidos. Estes desafios giram em torno da sustentabilidade mundial e envolvem questões como as mudanças climáticas, a poluição e a desigualdade social. O Solarpunk é expresso por meio de uma multitude de mídias, tais como literatura, arte, arquitetura, moda, música e jogos eletrônicos, de forma semelhante a seus movimentos associados, como o Steampunk e o Cyberpunk. O Solarpunk apresenta visões de um futuro positivo para a humanidade, enfocando energias renováveis e a tecnologia como um todo;mas engloba também formas menos complexas de redução de emissões de carbono, como a jardinagem agloflorestal. Solarpunk também é um gênero de ficção especulativa.

## História
As ideias iniciais de solarpunk remetem-se ao ano de 2008. Naquele ano, um blog chamado Republic of the Bees publicou: From Steampunk to Solarpunk. A postagem conceitualiza de forma inicial o solarpunk, como um gênero literário inspirado no steampunk. 
Em 2012, no Brasil, a primeira antologia solarpunk, Solarpunk: Histórias ecológicas e fantásticas em um mundo sustentável foi lançada. A tradução para o inglês foi lançada em 2018.
Solarpunk atraiu maior antenção em maio de 2014 quando Miss Olivia Louise publicou uma postagem no Tumblr que estabeleceu uma estética solarpunk. Em setembro de 2014, Solarpunk: Notes toward a manifesto foi publicado. O autor, Adam Flynn, deu crédito a postagem de  Miss Olivia Louise como inspiração.
Em outubro de 2019, A Solarpunk Manifesto, "uma readaptação criativa das ideias sobre solarpunk escritas por várias pessoas" foi publicado, assinado como The Solarpunk Community. 
A linhagem direta do Solarpunk é do steampunk e cyberpunk. Steampunk imagina uma nova história e mundo com vapor como a principal fonte de energia ao invés da tradicional eletricidade de hoje. Cyberpunk imagina um mundo com tecnologias avançadas que frequentemente exibem uma falta de apreciação pela humanidade. Tanto cyberpunk quanto solarpunk imaginam futuros possíveis a partir da perspectiva das preocupações do presente, mas enquanto cyberpunk traz um pessimismo instrínseco (distopia) solarpunk imagina positivamente o futuro (utopia).

### Literatura
A ficção solarpunk, que incluí romances, estórias curtas e poesia utópicas que respondem às preocupações ambientais como vários graus de otimismo. Solarpunk é um subconjunto do gênero ficção especulativa.

### Estética
A estética solarpunk usa aspectos da natureza e é altamente ornamental.  É uma reação contra a estética contemporânea usada no cenário convencional. Sua estética inspira-se no Art Nouveau e no movimento de Arts and Crafts, enfatizando o aspecto artesanal.

### Política
Solarpunk não tem um ideal político especifico, embora pratique política prefigurativa, criando espaços onde os princípios de um movimento podem ser explorados e demonstrados na prática, na vida real. Solarpunks são encorajados a agir de forma coerente com as crenças solarpunk, bem como contribuir para a criação do futuro otimista que eles envisionam. A prática do Solarpunk se dá de várias formas, desde grandes esforços como criar ecovilas, como esforços menores como plantar a própria comida e ações faça-você-mesmo (DIY).
Apesar disso, solarpunk possui ideais anticapitalistas, como é dito no manifesto:

1. Em essência, Solarpunk é uma visão de um futuro que incorpora o melhor do que a humanidade pode alcançar: um mundo pós-escassez, pós-hierarquia e pós-capitalista, onde a humanidade se vê como parte da natureza e a energia limpa substitui os combustíveis fósseis.
2. O «punk» em Solarpunk é sobre rebelião, contracultura, pós-capitalismo, descolonialismo e entusiasmo. Trata-se de ir em uma direção diferente da tradicional, que está cada vez mais em uma direção assustadora.